# 601 Nerthus
A 601 Nerthus egy a Naprendszer kisbolygói közül, amit Max Wolf fedezett fel 1906. június 21-én.